# Rhizosphaera pini
Rhizosphaera pini är en svampart som först beskrevs av August Karl Joseph Corda, och fick sitt nu gällande namn av André Maublanc 1907. Rhizosphaera pini ingår i släktet Rhizosphaera och familjen Venturiaceae.   Inga underarter finns listade i Catalogue of Life.